# Campionati italiani paralimpici assoluti di atletica leggera 2024
I campionati italiani paralimpici assoluti di atletica leggera 2024 si sono svolti presso il campo di atletica Gabre Gabric Sanpolino di Brescia, dal 29 al 30 giugno 2024.
Durante questa edizione dei campionati sono state siglate 16 nuove migliori prestazioni italiane, di cui tre primati mondiali e due europei:
- 100 metri piani T63 maschili: 12"57, Alessandro Ossola
- 100 metri piani T72 maschili: 15"06, Carlo Calcagni, primato mondiale
- 200 metri piani T36 maschili: 32"57, Cristian De Mase
- 400 metri piani T36 maschili: 1'16"05, Cristian De Mase
- 400 metri piani T72 maschili: 1'02"96, Carlo Calcagni, primato mondiale
- Getto del peso F35 femminile: 7,06 m, Oxana Corso
- Getto del peso F42 maschile: 3,38 m, Denny Gomiero
- Getto del peso F52 maschile: 11,73 m, Rigivan Ganeshamoorthy, primato europeo
- Lancio del disco F42 maschile: 9,67 m, Denny Gomiero
- Lancio del disco F52 maschile: 22,91 m, Rigivan Ganeshamoorthy, primato europeo
- Lancio del disco F53 femminile: 8,77 m, Giulia Diliberto
- Lancio del giavellotto F11 maschile: 31,00 m, Perica Mitrovic
- Lancio del giavellotto F13 maschile: 39,75 m, Emanuele Pangher
- Lancio del giavellotto F37 femminile: 13,61 m, Sonia D'Addabbo
- Lancio del giavellotto F52 maschile: 20,99 m, Rigivan Ganeshamoorthy, primato mondiale
- Lancio del giavellotto F57 maschile: 28,36 m, Omar Diabang (fuori classifica)

## Risultati

### Uomini

#### Corse
| Specialità | Cat.                | Oro                                                       | Prestazione | Argento                                                     | Prestazione            | Bronzo                                                      | Prestazione            |
| 100 m | T11 vento: -2,0 m/s | Riccardo Dalla Mana Gruppo Sportivo Fiamme Oro            | 12"52       | Alessandro Cannata Non Vedenti Milano                       | 12"78                  | Gabriele Pirola Freemoving                                  | 12"90                  |
| 100 m | T12 vento: -0,8 m/s | Saliou Diane Omero Bergamo                                | 11"95       | Paolo Perna Freemoving                                      | 13"68                  | Lorenzo Bonanni Atletica L'Aquila                           | 13"87                  |
| 100 m | T13 vento: -2,4 m/s | Niccolò Pirosu Gruppo Sportivo Fiamme Azzurre             | 12"09       | Pietro Cicero Polisportiva Contesse                         | 12"11                  | Diego Levato Omero Bergamo                                  | 13"09                  |
| 100 m | T33 vento: +0,9 m/s | Nicholas Zani Gruppo Sportivo Sempione 82                 | 23"34       | Medaglie non assegnate                                      | Medaglie non assegnate | Medaglie non assegnate                                      | Medaglie non assegnate |
| 100 m | T35 vento: -2,4 m/s | Andrea Terraneo Gruppo Sportivo Sempione 82               | 18"24       | Medaglie non assegnate                                      | Medaglie non assegnate | Medaglie non assegnate                                      | Medaglie non assegnate |
| 100 m | T36 vento: -2,4 m/s | Cristian De Mase ACLI III Millennio                       | 16"02       | Medaglie non assegnate                                      | Medaglie non assegnate | Medaglie non assegnate                                      | Medaglie non assegnate |
| 100 m | T37 vento: -2,4 m/s | Simone Caldarera Polisportiva Contesse                    | 14"77       | Riccardo Campus Sardegna Sport                              | 15"43                  | Fabrizio Minerba Sardegna Sport                             | 17"70                  |
| 100 m | T38 vento: -2,4 m/s | Dragos Pislaras ASD Francesco Francia                     | 13"87       | Massimo Salvau Sardegna Sport                               | 16"53                  | Medaglia non assegnata                                      | Medaglia non assegnata |
| 100 m | T44 vento: -2,4 m/s | Marco Cicchetti Gruppo Sportivo Paralimpico della Difesa  | 12"15       | Emanuele Di Marino Gruppo Sportivo Paralimpico della Difesa | 12"71                  | Medaglia non assegnata                                      | Medaglia non assegnata |
| 100 m | T45 vento: -2,4 m/s | Renato Adamo Polisportiva Parco Sport                     | 15"13       | Medaglie non assegnate                                      | Medaglie non assegnate | Medaglie non assegnate                                      | Medaglie non assegnate |
| 100 m | T47 vento: -2,4 m/s | Michele Leo Freemoving                                    | 15"79       | Medaglie non assegnate                                      | Medaglie non assegnate | Medaglie non assegnate                                      | Medaglie non assegnate |
| 100 m | T62 vento: -2,4 m/s | Davide Morana Gruppo Sportivo Sempione 82                 | 11"97       | Medaglie non assegnate                                      | Medaglie non assegnate | Medaglie non assegnate                                      | Medaglie non assegnate |
| 100 m | T63 vento: -2,4 m/s | Alessandro Ossola Gruppo Sportivo Fiamme Azzurre          | 12"57       | Lorenzo Marcantognini Gruppo Sportivo Sempione 82           | 14"92                  | Medaglia non assegnata                                      | Medaglia non assegnata |
| 100 m | T64 vento: -2,4 m/s | Maxcel Amo Manu Gruppo Sportivo Fiamme Azzurre            | 11"15       | Francesco Loragno Elite Academy Bari                        | 11"76                  | Simone Manigrasso Gruppo Sportivo Paralimpico Fiamme Gialle | 11"91                  |
| 100 m | T71 vento: +0,9 m/s | Davide Fiore Lyceum Roma XIII                             | 23"27       | Medaglie non assegnate                                      | Medaglie non assegnate | Medaglie non assegnate                                      | Medaglie non assegnate |
| 100 m | T72 vento: +0,9 m/s | Carlo Calcagni Gruppo Sportivo Paralimpico della Difesa   | 15"06       | Medaglie non assegnate                                      | Medaglie non assegnate | Medaglie non assegnate                                      | Medaglie non assegnate |
| 100 m | L2 vento: -2,4 m/s  | Mihai Fiacchi Handy Sport Ragusa                          | 12"55       | Medaglie non assegnate                                      | Medaglie non assegnate | Medaglie non assegnate                                      | Medaglie non assegnate |
| 200 m | T11 vento: -0,8 m/s | Alessandro Cannata Non Vedenti Milano                     | 25"93       | Gabriele Pirola Freemoving                                  | 26"72                  | Luca Aronica Freemoving                                     | 31"34                  |
| 200 m | T12 vento: -0,8 m/s | Makhoudia Mbengue Omero Bergamo                           | 24"23       | Riccardo Chiarizia Atletica L'Aquila                        | 26"87                  | Lorenzo Bonanni Atletica L'Aquila                           | 28"35                  |
| 200 m | T13 vento: +1,0 m/s | Francesco Nicoli ASD Francesco Francia                    | 23"59       | Pietro Cicero Polisportiva Contesse                         | 25"18                  | Diego Levato Omero Bergamo                                  | 26"63                  |
| 200 m | T33 vento: -1,6 m/s | Nicholas Zani Gruppo Sportivo Sempione 82                 | 42"02       | Medaglie non assegnate                                      | Medaglie non assegnate | Medaglie non assegnate                                      | Medaglie non assegnate |
| 200 m | T35 vento: -0,8 m/s | Andrea Terraneo Gruppo Sportivo Sempione 82               | 39"53       | Medaglie non assegnate                                      | Medaglie non assegnate | Medaglie non assegnate                                      | Medaglie non assegnate |
| 200 m | T36 vento: -0,8 m/s | Cristian De Mase ACLI III Millennio                       | 32"57       | Medaglie non assegnate                                      | Medaglie non assegnate | Medaglie non assegnate                                      | Medaglie non assegnate |
| 200 m | T37 vento: -0,8 m/s | Simone Caldarera Polisportiva Contesse                    | 29"99       | Riccardo Campus Sardegna Sport                              | 32"69                  | Fabrizio Minerba Sardegna Sport                             | 36"87                  |
| 200 m | T38 vento: +1,0 m/s | Dragos Pislaras ASD Francesco Francia                     | 28"49       | Massimo Salvau Sardegna Sport                               | 34"95                  | Medaglia non assegnata                                      | Medaglia non assegnata |
| 200 m | T44 vento: +1,0 m/s | Luigi Esposito Atletica Picardi                           | 28"15       | Medaglie non assegnate                                      | Medaglie non assegnate | Medaglie non assegnate                                      | Medaglie non assegnate |
| 200 m | T45 vento: +1,0 m/s | Renato Adamo Polisportiva Parco Sport                     | 31"68       | Medaglie non assegnate                                      | Medaglie non assegnate | Medaglie non assegnate                                      | Medaglie non assegnate |
| 200 m | T47 vento: +1,0 m/s | Riccardo Bagaini Gruppo Sportivo Paralimpico della Difesa | 22"80       | Giovanni Mazzette Atletica L'Aquila                         | 27"28                  | Michele Leo Freemoving                                      | 32"87                  |
| 200 m | T62 vento: +1,0 m/s | Davide Morana Gruppo Sportivo Sempione 82                 | 24"42       | Medaglie non assegnate                                      | Medaglie non assegnate | Medaglie non assegnate                                      | Medaglie non assegnate |
| 200 m | T64 vento: +1,0 m/s | Maxcel Amo Manu Gruppo Sportivo Fiamme Azzurre            | 22"15       | Francesco Loragno Elite Academy Bari                        | 23"03                  | Simone Manigrasso Gruppo Sportivo Paralimpico Fiamme Gialle | 23"15                  |
| 200 m | T71 vento: -1,6 m/s | Roberto Musiu Sardegna Sport                              | 1'08"81     | Medaglie non assegnate                                      | Medaglie non assegnate | Medaglie non assegnate                                      | Medaglie non assegnate |
| 200 m | T72 vento: -1,6 m/s | Carlo Calcagni Gruppo Sportivo Paralimpico della Difesa   | 31"02       | Medaglie non assegnate                                      | Medaglie non assegnate | Medaglie non assegnate                                      | Medaglie non assegnate |
| 200 m | L2 vento: +1,0 m/s  | Mihai Fiacchi Handy Sport Ragusa                          | 25"93       | Medaglie non assegnate                                      | Medaglie non assegnate | Medaglie non assegnate                                      | Medaglie non assegnate |
| 400 m | T11                 | Alessandro Cannata Non Vedenti Milano                     | 57"71       | Davide Foglio Rosa Running Team                             | 1'11"59                | Cristiano Carnevale Sport Atlante                           | 1'11"79                |
| 400 m | T12                 | Makhoudia Mbengue Omero Bergamo                           | 53"33       | Riccardo Chiarizia Atletica L'Aquila                        | 1'00"07                | Lorenzo Paterlini CUS Brescia                               | 1'14"83                |
| 400 m | T13                 | Francesco Nicoli ASD Francesco Francia                    | 52"31       | Medaglie non assegnate                                      | Medaglie non assegnate | Medaglie non assegnate                                      | Medaglie non assegnate |
| 400 m | T20                 | Raffaele Di Maggio Anthropos                              | 51"55       | Salvatore Aversa Polisportiva Aspet                         | 1'02"98                | Ruggero Marchetti Atletica 2000                             | 1'12"22                |
| 400 m | T33                 | Nicholas Zani Gruppo Sportivo Sempione 82                 | 1'21"10     | Medaglie non assegnate                                      | Medaglie non assegnate | Medaglie non assegnate                                      | Medaglie non assegnate |
| 400 m | T36                 | Cristian De Mase ACLI III Millennio                       | 1'16"05     | Medaglie non assegnate                                      | Medaglie non assegnate | Medaglie non assegnate                                      | Medaglie non assegnate |
| 400 m | T37                 | Riccardo Campus Sardegna Sport                            | 1'09"97     | Fabrizio Minerba Sardegna Sport                             | 1'25"40                | Medaglia non assegnata                                      | Medaglia non assegnata |
| 400 m | T38                 | Andrea Verzeletti Rosa Running Team                       | 1'04"09     | Roberto Russo Rosa Running Team                             | 1'22"42                | Medaglia non assegnata                                      | Medaglia non assegnata |
| 400 m | T44                 | Luigi Esposito Atletica Picardi                           | 1'03"16     | Medaglie non assegnate                                      | Medaglie non assegnate | Medaglie non assegnate                                      | Medaglie non assegnate |
| 400 m | T45                 | Renato Adamo Polisportiva Parco Sport                     | 1'10"19     | Medaglie non assegnate                                      | Medaglie non assegnate | Medaglie non assegnate                                      | Medaglie non assegnate |
| 400 m | T47                 | Riccardo Bagaini Gruppo Sportivo Paralimpico della Difesa | 50"69       | Michele Leo Freemoving                                      | 1'13"54                | Medaglia non assegnata                                      | Medaglia non assegnata |
| 400 m | T72                 | Carlo Calcagni Gruppo Sportivo Paralimpico della Difesa   | 1'02"96     | Medaglie non assegnate                                      | Medaglie non assegnate | Medaglie non assegnate                                      | Medaglie non assegnate |
| 800 m | T11                 | Cristiano Carnevale Sport Atlante                         | 2'36"20     | Davide Foglio Rosa Running Team                             | 2'54"32                | Medaglia non assegnata                                      | Medaglia non assegnata |
| 800 m | T12                 | Paolo Perna Freemoving                                    | 2'27"15     | Lorenzo Paterlini CUS Brescia                               | 2'58"20                | Medaglia non assegnata                                      | Medaglia non assegnata |
| 800 m | T20                 | Orazio Maria Asta ASD Francesco Francia                   | 2'14"98     | Marco Maselli Elite Academy Bari                            | 2'20"84                | Medaglia non assegnata                                      | Medaglia non assegnata |
| 800 m | T38                 | Andrea Verzeletti Rosa Running Team                       | 2'27"61     | Roberto Russo Rosa Running Team                             | 3'32"18                | Medaglia non assegnata                                      | Medaglia non assegnata |
| 1500 m | T11                 | Gennaro Iorio ASD Francesco Francia                       | 6'23"38     | Medaglie non assegnate                                      | Medaglie non assegnate | Medaglie non assegnate                                      | Medaglie non assegnate |
| 1500 m | T20                 | Ndiaga Dieng Gruppo Sportivo Paralimpico della Difesa     | 4'06"78     | Emanuel Parodi Cambiaso Risso For Special                   | 4'30"06                | Mohamed Amine El Idrissi Anthropos                          | 4'31"96                |
| 1500 m | T38                 | Enzo Buffoli Rosa Running Team                            | 6'19"61     | Medaglie non assegnate                                      | Medaglie non assegnate | Medaglie non assegnate                                      | Medaglie non assegnate |
| 1500 m | T46                 | Nicola Rocca Olympia Athletic Team                        | 5'39"10     | Medaglie non assegnate                                      | Medaglie non assegnate | Medaglie non assegnate                                      | Medaglie non assegnate |
| 5000 m | T11                 | Gennaro Iorio ASD Francesco Francia                       | 24'02"06    | Medaglie non assegnate                                      | Medaglie non assegnate | Medaglie non assegnate                                      | Medaglie non assegnate |
| 5000 m | T12                 | Giovanni Pili D'Ottavio Olympia Athletic Team             | 19'21"22    | Moreno Da Soghe Gruppo Sportivo Alpini Vicenza              | 19'59"85               | Marco Zingarelli Rosa Running Team                          | 25'44"30               |
| 5000 m | T20                 | Ndiaga Dieng Gruppo Sportivo Paralimpico della Difesa     | 16'31"32    | Emanuel Parodi Cambiaso Risso For Special                   | 16'56"67               | Nicolò Armani Cambiaso Risso For Special                    | 18'15"60               |
| 5000 m | T38                 | Enzo Buffoli Rosa Running Team                            | 24'47"46    | Medaglie non assegnate                                      | Medaglie non assegnate | Medaglie non assegnate                                      | Medaglie non assegnate |
| 10000 m | T12                 | Giovanni Pili D'Ottavio Olympia Athletic Team             | 44'19"99    | Moreno Da Soghe Gruppo Sportivo Alpini Vicenza              | 44'21"87               | Medaglia non assegnata                                      | Medaglia non assegnata |
| record mondiale; record mondiale stagionale; record europeo; record europeo stagionale; record dei campionati; record nazionale; record personale; record personale stagionale. |                     |                                                           |             |                                                             |                        |                                                             |                        |

#### Concorsi
| Specialità | Cat.      | Oro                                                            | Prestazione            | Argento                                                         | Prestazione            | Bronzo                                                            | Prestazione            |
| Salto in alto | T46       | Umberto Marin Polisportiva Contesse                            | 1,30 m                 | Medaglie non assegnate                                          | Medaglie non assegnate | Medaglie non assegnate                                            | Medaglie non assegnate |
| Salto in lungo | T11-12    | Riccardo Dalla Mana (T11) Gruppo Sportivo Fiamme Oro           | 5,27 m vento: +0,0 m/s | Francesco Cortinovis (T12) Real Eyes Sport                      | 5,64 m vento: -1,4 m/s | Paolo Perna (T12) Freemoving                                      | 4,48 m vento: -1,3 m/s |
| Salto in lungo | T13       | Pietro Cicero Polisportiva Contesse                            | 4,68 m vento: +0,0 m/s | Medaglie non assegnate                                          | Medaglie non assegnate | Medaglie non assegnate                                            | Medaglie non assegnate |
| Salto in lungo | T20       | Diego Pia Anthropos                                            | 5,01 m vento: +0,7 m/s | Stefano Morandi Gruppo Sportivo Sempione 82                     | 3,36 m vento: +0,0 m/s | Medaglia non assegnata                                            | Medaglia non assegnata |
| Salto in lungo | T37-38    | Simone Caldarera (T37) Polisportiva Contesse                   | 3,90 m vento: -0,1 m/s | Medaglie non assegnate                                          | Medaglie non assegnate | Medaglie non assegnate                                            | Medaglie non assegnate |
| Salto in lungo | T43-44-64 | Marco Cicchetti (T44) Gruppo Sportivo Paralimpico della Difesa | 6,82 m vento: +0,8 m/s | Roberto La Barbera (T64) Gruppo Sportivo Pegaso                 | 5,70 m vento: +0,0 m/s | Irbin Augusto Vicco (T64) Polha Varese                            | 5,67 m vento: +1,6 m/s |
| Getto del peso | F11-12-13 | Oney Tapia (F11) Gruppo Sportivo Fiamme Azzurre                | 13,34 m                | Perica Mitrovic (F11) UOEI Treviso                              | 9,28 m                 | Simone Vitale (F13) Omero Bergamo                                 | 9,61 m                 |
| Getto del peso | F20       | Cristian Lella Cortina Energym                                 | 9,96 m                 | Stefano Morandi Gruppo Sportivo Sempione 82                     | 6,25 m                 | Paolo Minelli CUS Brescia                                         | 5,24 m                 |
| Getto del peso | F32-33    | Antonino Puglisi (F32) Handy Sport Ragusa                      | 6,50 m                 | Enrico Benes (F33) Anthropos                                    | 4,44 m                 | Medaglia non assegnata                                            | Medaglia non assegnata |
| Getto del peso | F34       | Jonatha Riderelli Anthropos                                    | 4,79 m                 | Salvatore Carlino Polisportiva Milanese 1979                    | 4,06 m                 | Roberto Ragusa Veronica Polisportiva Aspet                        | 3,89 m                 |
| Getto del peso | F35-36-38 | Nicky Russo (F35) Atletica Virtus Lucca                        | 12,25 m                | Rocco Addario (F38) Gela Sport                                  | 7,34 m                 | Fabio Staffolani (F36) Santo Stefano Sport                        | 7,32 m                 |
| Getto del peso | F37       | Giancarlo Fiore Handy Sport Ragusa                             | 7,23 m                 | Mario Ratti Polisportiva Contesse                               | 6,91 m                 | Nunzio Susino Gela Sport                                          | 6,22 m                 |
| Getto del peso | F42-46    | Samuele Gobbi (F46) UOEI Treviso                               | 8,54 m                 | Umberto Marin (F46) Polisportiva Contesse                       | 7,31 m                 | Giuseppe Mannino (F46) Polisportiva Parco Sport                   | 6,25 m                 |
| Getto del peso | F52-54    | Rigivan Ganeshamoorthy (F52) Anthropos                         | 11,73 m                | Fabio D'Acchille (F54) Gruppo Sportivo Paralimpico della Difesa | 6,20 m                 | Flavio Menardi (F54) Cortina Energym                              | 6,08 m                 |
| Getto del peso | F55-56    | Gabriele Fella (F55) Anthropos                                 | 7,35 m                 | Manuel Michieletto (F55) Cortina Energym                        | 7,08 m                 | Giuseppe Mazzolani (F55) Santo Stefano Sport                      | 6,66 m                 |
| Getto del peso | F57       | Gianmatteo Punzurudu Cortina Energym                           | 8,81 m                 | Gianluca Perrella Elite Academy Bari                            | 8,51 m                 | Moreno Marchetti Gruppo Sportivo Paralimpico della Difesa         | 8,00 m                 |
| Lancio del disco | F11       | Oney Tapia Gruppo Sportivo Fiamme Azzurre                      | 42,12 m                | Perica Mitrovic UOEI Treviso                                    | 25,93 m                | Roberto Tognin UOEI Treviso                                       | 14,34 m                |
| Lancio del disco | F12-13    | Emanuele Pangher (F13) Polisportiva Aspet                      | 37,10 m                | Simone Vitale (F13) Omero Bergamo                               | 28,91 m                | Matteo Chiarlone (F12) [[]]                                       | 23,83 m                |
| Lancio del disco | F32-33-34 | Antonino Puglisi (F32) Handy Sport Ragusa                      | 10,47 m                | Jonatha Riderelli (F34) Anthropos                               | 12,02 m                | Medaglia non assegnata                                            | Medaglia non assegnata |
| Lancio del disco | F36-37-38 | Giancarlo Fiore (F37) Handy Sport Ragusa                       | 24,50 m                | Fabio Staffolani (F36) Santo Stefano Sport                      | 17,41 m                | Luigi Scandaliato (F37) Polisportiva Aspet                        | 21,42 m                |
| Lancio del disco | F42-46    | Samuele Gobbi (F46) UOEI Treviso                               | 22,94 m                | Giuseppe Mannino (F46) Polisportiva Parco Sport                 | 22,23 m                | Denny Gomiero (F42) UOEI Treviso                                  | 9,67 m                 |
| Lancio del disco | F52-54-55 | Rigivan Ganeshamoorthy (F52) Anthropos                         | 22,91 m                | Gabriele Fella (F55) Anthropos                                  | 20,36 m                | Flavio Menardi (F54) Cortina Energym                              | 17,13 m                |
| Lancio del disco | F56-57    | Gianmatteo Panzurudu (F57) Cortina Energym                     | 27,32 m                | Gianluca Perrella (F57) Elite Academy Bari                      | 26,22 m                | Piero Rosario Suma (F57) Gruppo Sportivo Paralimpico della Difesa | 23,08 m                |
| Lancio del disco | F64       | Lorenzo Tonetto Società Sportiva Trionfo Ligure                | 43,82 m                | Medaglie non assegnate                                          | Medaglie non assegnate | Medaglie non assegnate                                            | Medaglie non assegnate |
| Lancio del giavellotto | F11       | Perica Mitrovic UOEI Treviso                                   | 31,00 m                | Roberto Tognin UOEI Treviso                                     | 18,03 m                | Giuseppe Bordignon UOEI Treviso                                   | 16,40 m                |
| Lancio del giavellotto | F12-13    | Emanuele Pangher (F13) Polisportiva Aspet                      | 39,75 m                | Matteo Chiarlone (F12) CUS Brescia                              | 29,96 m                | Simone Vitale (F13) Omero Bergamo                                 | 23,19 m                |
| Lancio del giavellotto | F33-34    | Enrico Benes (F33) Anthropos                                   | 10,03 m                | Jonatha Riderelli (F34) Anthropos                               | 10,57 m                | Medaglia non assegnata                                            | Medaglia non assegnata |
| Lancio del giavellotto | F37-38    | Giancarlo Fiore (F37) Handy Sport Ragusa                       | 19,90 m                | Rocco Addario (F38) Gela Sport                                  | 16,63 m                | Medaglia non assegnata                                            | Medaglia non assegnata |
| Lancio del giavellotto | F42-46    | Giovanni Mazzette (F46) Atletica L'Aquila                      | 25,68 m                | Samuele Gobbi (F46) UOEI Treviso                                | 24,35 m                | Umberto Marin (F46) Polisportiva Contesse                         | 21,38 m                |
| Lancio del giavellotto | F52-54    | Rigivan Ganeshamoorthy (F52) Anthropos                         | 20,99 m                | Alessandro Straser (F54) ASD Francesco Francia                  | 19,65 m                | Flavio Menardi (F54) Cortina Energym                              | 17,02 m                |
| Lancio del giavellotto | F55       | Gabriele Fella Anthropos                                       | 21,16 m                | Giuseppe Mazzolani Santo Stefano Sport                          | 17,37 m                | Manuel Michieletto Cortina Energym                                | 16,27 m                |
| Lancio del giavellotto | F56-57    | Gianluca Perrella (F57) Elite Academy Bari                     | 23,76 m                | Piero Suma (F57) Gruppo Sportivo Paralimpico della Difesa       | 19,02 m                | Gianmatteo Punzurudu (F57) Cortina Energym                        | 18,86 m                |
| Lancio del giavellotto | L2        | Mihai Fiacchi Handy Sport Ragusa                               | 31,27 m                | Medaglie non assegnate                                          | Medaglie non assegnate | Medaglie non assegnate                                            | Medaglie non assegnate |
| Lancio della clava | F32       | Antonino Puglisi Handy Sport Ragusa                            | 18,39 m                | Medaglie non assegnate                                          | Medaglie non assegnate | Medaglie non assegnate                                            | Medaglie non assegnate |
| record mondiale; record mondiale stagionale; record europeo; record europeo stagionale; record dei campionati; record nazionale; record personale; record personale stagionale. |           |                                                                |                        |                                                                 |                        |                                                                   |                        |

### Donne

#### Corse
| Specialità | Cat.                | Oro                                                              | Prestazione | Argento                                        | Prestazione            | Bronzo                               | Prestazione            |
| 100 m | T11 vento: -1,4 m/s | Arjola Dedaj Non Vedenti Milano                                  | 13"43       | Gaia Rizzi Non Vedenti Milano                  | 16"55                  | Medaglia non assegnata               | Medaglia non assegnata |
| 100 m | T12 vento: -1,4 m/s | Valentina Petrillo Omero Bergamo                                 | 12"95       | Giorgia Fascetta Omero Bergamo                 | 13"90                  | Camilla Bertolini Freemoving         | 16"41                  |
| 100 m | T35 vento: -1,4 m/s | Mariavittoria Gregorelli Rosa Running Team                       | 20"95       | Medaglie non assegnate                         | Medaglie non assegnate | Medaglie non assegnate               | Medaglie non assegnate |
| 100 m | T37 vento: -1,4 m/s | Francesca Cipelli Veneto Special Sport                           | 17"07       | Medaglie non assegnate                         | Medaglie non assegnate | Medaglie non assegnate               | Medaglie non assegnate |
| 100 m | T38 vento: -1,4 m/s | Silvia Zanichelli Cambiaso Risso For Special                     | 18"03       | Viola Miclini CUS Brescia                      | 18"45                  | Medaglia non assegnata               | Medaglia non assegnata |
| 100 m | T47 vento: -0,8 m/s | Alessia Friscia Polisportiva Agatocle                            | 14"38       | Cristina Sansone Sardegna Sport                | 16"92                  | Medaglia non assegnata               | Medaglia non assegnata |
| 100 m | T54 vento: +0,9 m/s | Laura Morato ASHD Novara                                         | 20"00       | Medaglie non assegnate                         | Medaglie non assegnate | Medaglie non assegnate               | Medaglie non assegnate |
| 100 m | T63 vento: -1,4 m/s | Martina Caironi Gruppo Sportivo Paralimpico Fiamme Gialle        | 14"60       | Monica Contrafatto Gruppo Sportivo Sempione 82 | 14"77                  | Medaglia non assegnata               | Medaglia non assegnata |
| 100 m | T64 vento: -0,8 m/s | Giuliana Chiara Filippi Gruppo Sportivo Paralimpico della Difesa | 13"99       | Alina Alexandra Simion Polha Varese            | 14"87                  | Medaglia non assegnata               | Medaglia non assegnata |
| 100 m | L2 vento: -0,8 m/s  | Eva Aspes Freemoving                                             | 17"45       | Medaglie non assegnate                         | Medaglie non assegnate | Medaglie non assegnate               | Medaglie non assegnate |
| 100 m | L4 vento: -0,8 m/s  | Sara Vargetto Athletica Vaticana                                 | 24"10       | Medaglie non assegnate                         | Medaglie non assegnate | Medaglie non assegnate               | Medaglie non assegnate |
| 200 m | T11 vento: -1,6 m/s | Gaia Rizzi Non Vedenti Milano                                    | 34"67       | Medaglie non assegnate                         | Medaglie non assegnate | Medaglie non assegnate               | Medaglie non assegnate |
| 200 m | T12 vento: -1,6 m/s | Valentina Petrillo Omero Bergamo                                 | 26"42       | Anna Maria Mencoboni Anthropos                 | 33"31                  | Camilla Bertolini Freemoving         | 36"23                  |
| 200 m | T35 vento: -0,8 m/s | Mariavittoria Gregorelli Rosa Running Team                       | 44"87       | Medaglie non assegnate                         | Medaglie non assegnate | Medaglie non assegnate               | Medaglie non assegnate |
| 200 m | T38 vento: -0,8 m/s | Silvia Zanichelli Cambiaso Risso For Special                     | 38"70       | Viola Miclini CUS Brescia                      | 38"78                  | Medaglia non assegnata               | Medaglia non assegnata |
| 200 m | T47 vento: -0,8 m/s | Cristina Sansone Sardegna Sport                                  | 36"36       | Medaglie non assegnate                         | Medaglie non assegnate | Medaglie non assegnate               | Medaglie non assegnate |
| 200 m | T54 vento: -1,6 m/s | Laura Morato ASHD Novara                                         | 35"95       | Medaglie non assegnate                         | Medaglie non assegnate | Medaglie non assegnate               | Medaglie non assegnate |
| 200 m | T64 vento: -0,8 m/s | Giuliana Chiara Filippi Gruppo Sportivo Paralimpico della Difesa | 30"25       | Alina Alexandra Simion Polha Varese            | 31"47                  | Medaglia non assegnata               | Medaglia non assegnata |
| 200 m | L2 vento: -0,8 m/s  | Eva Aspes Freemoving                                             | 38"77       | Medaglie non assegnate                         | Medaglie non assegnate | Medaglie non assegnate               | Medaglie non assegnate |
| 200 m | L4                  | Sara Vargetto Athletica Vaticana                                 | 46"52       | Medaglie non assegnate                         | Medaglie non assegnate | Medaglie non assegnate               | Medaglie non assegnate |
| 400 m | T12                 | Valentina Petrillo Omero Bergamo                                 | 1'01"69     | Giorgia Fascetta Omero Bergamo                 | 1'03"16                | Sara Cocciu Polisportiva Luna e Sole | 1'36"77                |
| 400 m | T20                 | Chiara Statzu Sardegna Sport                                     | 1'32"07     | Medaglie non assegnate                         | Medaglie non assegnate | Medaglie non assegnate               | Medaglie non assegnate |
| 400 m | T35                 | Cristina Caironi Omero Bergamo                                   | 1'46"27     | Medaglie non assegnate                         | Medaglie non assegnate | Medaglie non assegnate               | Medaglie non assegnate |
| 400 m | T38                 | Viola Miclini CUS Brescia                                        | 1'33"98     | Medaglie non assegnate                         | Medaglie non assegnate | Medaglie non assegnate               | Medaglie non assegnate |
| 400 m | T47                 | Cristina Sansone Sardegna Sport                                  | 1'20"47     | Medaglie non assegnate                         | Medaglie non assegnate | Medaglie non assegnate               | Medaglie non assegnate |
| 400 m | T54                 | Laura Morato ASHD Novara                                         | 1'10"64     | Medaglie non assegnate                         | Medaglie non assegnate | Medaglie non assegnate               | Medaglie non assegnate |
| 400 m | L4                  | Sara Vargetto Athletica Vaticana                                 | 1'30"62     | Medaglie non assegnate                         | Medaglie non assegnate | Medaglie non assegnate               | Medaglie non assegnate |
| 800 m | T12                 | Sara Cocciu Polisportiva Luna e Sole                             | 3'49"97     | Medaglie non assegnate                         | Medaglie non assegnate | Medaglie non assegnate               | Medaglie non assegnate |
| 800 m | T20                 | Chiara Statzu Sardegna Sport                                     | 3'36"75     | Medaglie non assegnate                         | Medaglie non assegnate | Medaglie non assegnate               | Medaglie non assegnate |
| 800 m | T35                 | Cristina Caironi Omero Bergamo                                   | 3'55"95     | Medaglie non assegnate                         | Medaglie non assegnate | Medaglie non assegnate               | Medaglie non assegnate |
| record mondiale; record mondiale stagionale; record europeo; record europeo stagionale; record dei campionati; record nazionale; record personale; record personale stagionale. |                     |                                                                  |             |                                                |                        |                                      |                        |

#### Concorsi
| Specialità | Cat.      | Oro                                                         | Prestazione            | Argento                                            | Prestazione            | Bronzo                                      | Prestazione            |
| Salto in alto | T12       | Anna Maria Mencoboni Anthropos                              | 1,18 m                 | Medaglie non assegnate                             | Medaglie non assegnate | Medaglie non assegnate                      | Medaglie non assegnate |
| Salto in lungo | T11-12    | Arjola Dedaj (F11) Non Vedenti Milano                       | 4,51 m vento: -1,6 m/s | Antonella Inga (F12) Freemoving                    | 4,73 m vento: -1,8 m/s | Anna Maria Mencoboni (F12) Anthropos        | 3,88 m vento: -0,2 m/s |
| Salto in lungo | T37-38    | Francesca Cipelli (F37) Veneto Special Sport                | 3,65 m vento: -0,4 m/s | Silvia Zanichelli (F38) Cambiaso Risso For Special | 2,77 m vento: +0,2 m/s | Medaglia non assegnata                      | Medaglia non assegnata |
| Salto in lungo | T47       | Alessia Friscia Polisportiva Agatocle                       | 4,10 m vento: +0,0 m/s | Medaglie non assegnate                             | Medaglie non assegnate | Medaglie non assegnate                      | Medaglie non assegnate |
| Getto del peso | F11-13    | Assunta Legnante (F11) Anthropos                            | 14,37 m                | Graziella Firera (F11) Handy Sport Ragusa          | 3,85 m                 | Medaglia non assegnata                      | Medaglia non assegnata |
| Getto del peso | F20       | Chiara Masia Polisportiva Luna e Sole                       | 9,52 m                 | Medaglie non assegnate                             | Medaglie non assegnate | Medaglie non assegnate                      | Medaglie non assegnate |
| Getto del peso | F33-34    | Giuseppa Nicoletti (F34) Gela Sport                         | 3,84 m                 | Francesca Cavalieri (F33) Handy Sport Ragusa       | 3,05 m                 | Maria Criscione (F34) Handy Sport Ragusa    | 2,93 m                 |
| Getto del peso | F35-37-38 | Oxana Corso (F35) Gruppo Sportivo Paralimpico Fiamme Gialle | 7,06 m                 | Sonia D'Addabbo (F37) Keep Fit                     | 7,04 m                 | Maria Luisa Garatti (F38) Rosa Running Team | 5,33 m                 |
| Getto del peso | F40       | Chiara D'Amicis ASD Francesco Francia                       | 4,28 m                 | Medaglie non assegnate                             | Medaglie non assegnate | Medaglie non assegnate                      | Medaglie non assegnate |
| Getto del peso | F55-57    | Carmen Acunto (F55) Handy Sport Ragusa                      | 5,30 m                 | Maria Luisa Carnevale (F55) Gela Sport             | 3,92 m                 | Valeria Grazia Meli (F55) Gela Sport        | 3,90 m                 |
| Lancio del disco | F11-13    | Assunta Legnante (F11) Anthropos                            | 37,57 m                | Elena Favaretto (F11) Sport Atlante                | 17,75 m                | Graziella Firera (F11) Handy Sport Ragusa   | 11,92 m                |
| Lancio del disco | F33-34    | Giuseppa Nicoletti (F34) Gela Sport                         | 6,47 m                 | Francesca Cavalieri (F33) Handy Sport Ragusa       | 6,28 m                 | Maria Criscione (F34) Handy Sport Ragusa    | 6,34 m                 |
| Lancio del disco | F37-38    | Letizia Baria (F37) Pistoiatletica 1983                     | 15,49 m                | Sonia D'Addabbo (F37) Keep Fit                     | 14,96 m                | Agnieszka Ciesla (F37) Santo Stefano Sport  | 13,35 m                |
| Lancio del disco | F53-54-55 | Carmen Acunto (F55) Handy Sport Ragusa                      | 12,65 m                | Maria Luisa Carnevale (F55) Gela Sport             | 8,33 m                 | Medaglia non assegnata                      | Medaglia non assegnata |
| Lancio del giavellotto | F33-34    | Francesca Cavalieri (F33) Handy Sport Ragusa                | 5,07 m                 | Maria Criscione (F34) Handy Sport Ragusa           | 5,82 m                 | Medaglia non assegnata                      | Medaglia non assegnata |
| Lancio del giavellotto | F37-38    | Sonia D'Addabbo (F37) Keep Fit                              | 13,61 m                | Letizia Baria (F37) Pistoiatletica 1983            | 11,89 m                | Agnieszka Ciesla (F37) Santo Stefano Sport  | 10,91 m                |
| Lancio del giavellotto | F55-57    | Carmen Acunto (F55) Handy Sport Ragusa                      | 10,29 m                | Valeria Grazia Meli (F55) Gela Sport               | 7,79 m                 | Maria Luisa Carnevale (F55) Gela Sport      | 7,54 m                 |
| record mondiale; record mondiale stagionale; record europeo; record europeo stagionale; record dei campionati; record nazionale; record personale; record personale stagionale. |           |                                                             |                        |                                                    |                        |                                             |                        |